# Sirotrema parvula
Sirotrema parvula är en svampart som beskrevs av Bandoni 1986. Sirotrema parvula ingår i släktet Sirotrema och familjen Tremellaceae.   Inga underarter finns listade i Catalogue of Life.